# Cirth

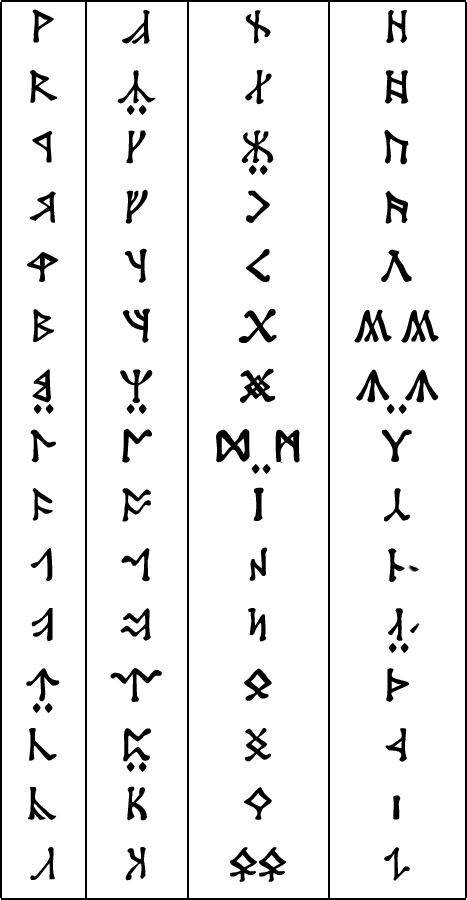
Esta tabla con las runas compartidas por las Angerthas Daeron y las Angerthas Moria se presenta en el Apéndice E de El Señor de los Anillos. Algunas de las cirth tenían diferente valor en las lenguas élficas y en las enanas, y algunas sólo se usaban en uno u otro sistema.

Las cirth («runas» en sindarin) son un alfabeto creado por el filólogo y escritor J. R. R. Tolkien para su legendarium. Según la mitología de Tolkien, este alfabeto fue creado por Daeron de Doriath en la Tercera Edad del encarcelamiento de Morgoth, para utilizarlo en las inscripciones.
Aunque los Sindar no las usaron apenas hasta casi el final de la Primera Edad del Sol, fueron adoptadas por los Enanos, que las extendieron por toda la Tierra Media.
Las cirth originales formaban un modo asistemático, al igual que todos sus derivados, como Angerthas Moria, excepto las Angerthas Daeron.
Llamadas certhas en quenya y runas en oestron.
- Datos: Q2003257
- Multimedia: Cirth / Q2003257